# Kinga Szlachcic
Kinga Szlachcic (ur. 13 września 1995 r. w Zielonej Górze) – polska bokserka, dwukrotna mistrzyni Polski.
Jest absolwentką VII Liceum Ogólnokształcącego w Zielonej Górze, w którym uzyskała świadectwo z wyróżnieniem. Obecnie jest studentką Uniwersytetu Zielonogórskiego na kierunku Wychowanie Fizyczne. Posiada tytuł licencjata, a w roku 2017/2018 rozpoczęła studia magisterskie.

## Kariera
W 2017 roku wzięła udział na mistrzostwach Unii Europejskiej we włoskiej miejscowości Cascia, lecz odpadła w pierwszej rundzie, przegrywając na punkty z Irlandką Kellą Harrington. W listopadzie następnego roku zakończyła swój udział na pierwszej rundzie mistrzostw świata rozgrywanych w Nowym Delhi. W pierwszej walce przegrała na punkty 1:4 z Kanadyjką Caroline Veyre.
W sierpniu 2019 roku odpadła w trzeciej rundzie mistrzostw Europy w Alcobendas, przegrywając w ćwierćfinale z Turczynką Semą Çalışkan. W październiku tego samego roku podczas mistrzostw świata w Ułan Ude przegrała w drugiej rundzie kategorii do 57 kg z Lin Yu-ting reprezentującą Chińskie Tajpej.

## Wyniki
Wyniki igrzysk olimpijskich, mistrzostw świata, igrzysk europejskich i mistrzostw Europy.
| Rok  | Zawody             | Miejscowość | Kategoria | Runda       | Przeciwnik      | Wynik |
| ---- | ------------------ | ----------- | --------- | ----------- | --------------- | ----- |
| 2018 | Mistrzostwa świata | Nowe Delhi  | 60 kg     | 1. runda    | Bye             | Bye   |
| 2018 | Mistrzostwa świata | Nowe Delhi  | 60 kg     | 2. runda    | Caroline Veyre  | P 1:4 |
| 2019 | Mistrzostwa Europy | Alcobendas  | 60 kg     | 1. runda    | Bye             | Bye   |
| 2019 | Mistrzostwa Europy | Alcobendas  | 60 kg     | 2. runda    | Marija Malenica | W 5:0 |
| 2019 | Mistrzostwa Europy | Alcobendas  | 60 kg     | Ćwierćfinał | Sema Çalışkan   | P 1:4 |
| 2019 | Mistrzostwa świata | Ułan Ude    | 57 kg     | 1. runda    | Bye             | Bye   |
| 2019 | Mistrzostwa świata | Ułan Ude    | 57 kg     | 2. runda    | Hadjila Khelif  | W 5:0 |
| 2019 | Mistrzostwa świata | Ułan Ude    | 57 kg     | 3. runda    | Lin Yu-ting     | P 0:5 |